# Les Bidochon téléspectateurs
Les Bidochon téléspectateurs est le douzième tome de la série Les Bidochon créée par Christian Binet, paru en 1991.

## Synopsis
Les Bidochon découvrent le monde télévisuel et ses émissions. Robert se montre notamment fan de l'émission Salut les cons ! et se sent trahi par l'appareil lorsque celui-ci tombe en panne le jour où on l'appelle pour lui demander le mot de passe qui lui permettra de gagner un prix. Le couple assiste aussi à une émission de Patrick Saladier, et Robert participe à un débat en tant que « spécialiste sur le tas ». Les Bidochon sont aussi victimes d'un nouveau concept consistant à filmer en quelques minutes la vie des gens et participent à un jeu télévisé auquel ils gagnent une deuxième télévision. Robert conclut en expliquant que désormais, ils ne passeront plus leurs soirées séparés elle dans son lit et lui sur le canapé mais tous deux au lit en regardant la télévision.

## Commentaires
- De disputes sur le programme de la soirée, aux émissions stupides en passant par l'expérience de public de plateau télé, les Bidochon explorent de long en large le monde de la télévision.
- Christian Binet semble avoir quelques rancœurs contre des présentateurs qu'il dénonce sans (trop) les nommer dans les dédicaces de fin d'album, en particulier un certain Patrick S.
- Chaque transition entre les histoires est illustrée par l'onomatopée “ZAP” comme si l'on changeait de chaîne.

## Couverture
La couverture fait référence à une émission que regarde Robert dans l'album. On le voit mettre deux doigts dans la bouche et tirer très fort vers l'extérieur. Raymonde, à ses côtés, ne semble pas partager cet amusement.